# Tangafjørður

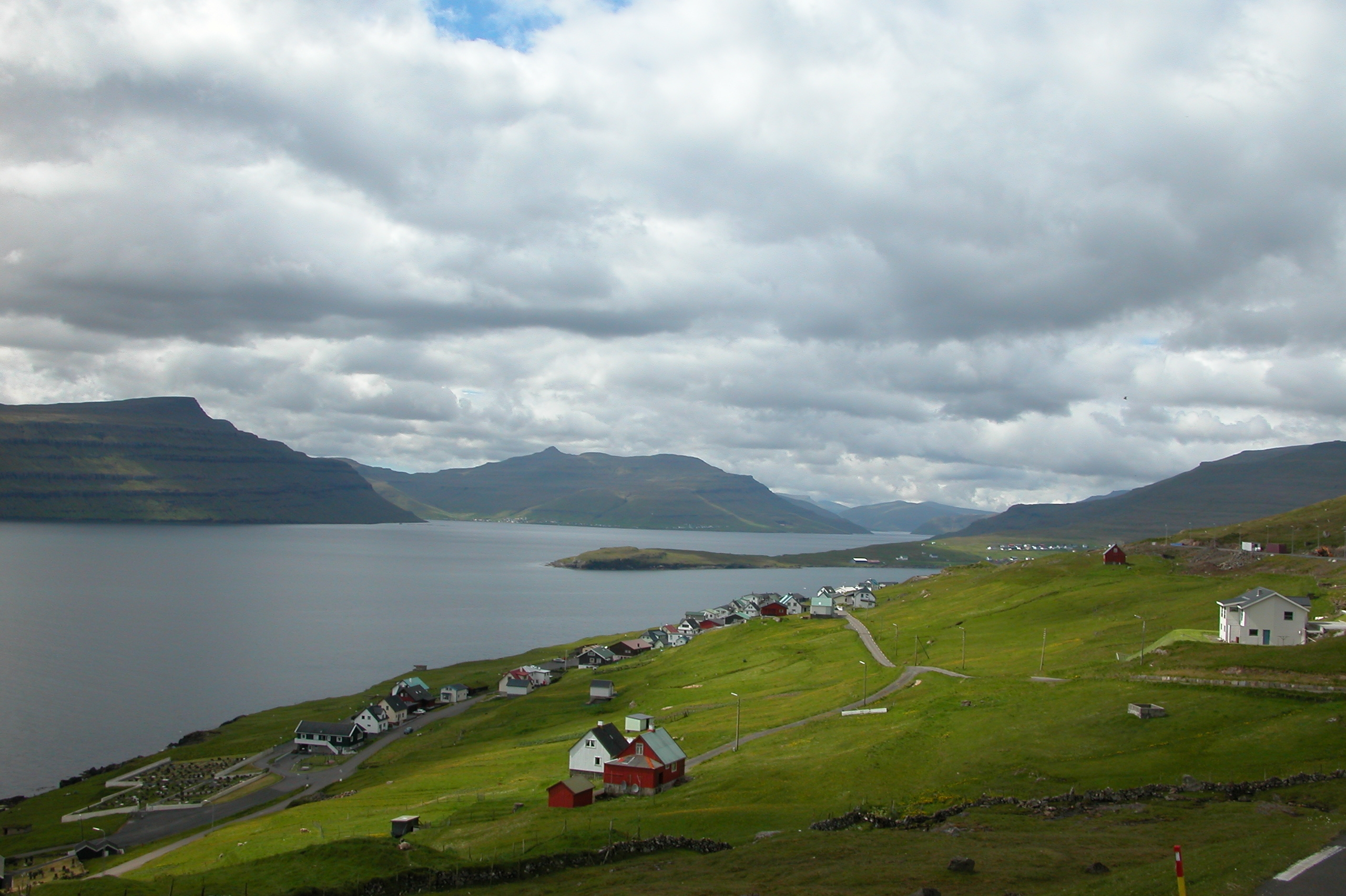
Blick von Nes (Eysturoy) über den Tangafjørður. In der Bildmitte ist die flache Landzunge Raktangi zu sehen, und rechts zweigt der Skálafjørður ab.

Der Tangafjørður [ˈtaŋgaˌfjøːɹʊɹ] (wörtlich „Landzungenfjord“, dänischer Name Tangefjord) ist eine Meerenge der Färöer zwischen den Inseln Streymoy im Westen und Eysturoy im Osten.
Der Tangafjørður beginnt im Süden bei der Linie Hvítanes im Westen und Nes (Eysturoy) im Osten und reicht bis Kollafjørður im Westen und Morskranes im Osten. Die nördliche Verlängerung des Gewässers heißt Sundini. Weiter südlich beginnt der Nólsoyarfjørður, die Meerenge zwischen Tórshavn und Nólsoy.
Hinter Nes zweigt der Skálafjørður als größter Fjord der Färöer nach Norden ab. An der Mündung befindet sich die flache Landzunge Raktangi, die dem Tangafjørður seinen Namen gab.
Koordinaten: 62° 5′ 10″ N, 6° 47′ 20″ W